# Mikałaj Dyleuski
Mikałaj Iosifawicz Dyleuski (biał. Мікалай Іосіфавіч Дылеўскі, ros. Николай Иосифович Дылевский, Nikołaj Iosifowicz Dylewski) – białoruski kołchoźnik i polityk, deputowany do Rady Najwyższej Republiki Białorusi XIII kadencji.

## Życiorys
W 1995 roku mieszkał we wsi Hołowacze w rejonie kleckim. Pełnił funkcję przewodniczącego kołchozu „Sciah Sawietau” (pol. Flaga Sowietów) w rejonie kleckim, był członkiem Partii Agrarnej. W pierwszej turze uzupełniających wyborów parlamentarnych 29 listopada 1995 roku został wybrany na deputowanego do Rady Najwyższej Republiki Białorusi XIII kadencji z kleckiego okręgu wyborczego nr 189. 5 grudnia 1995 roku został zarejestrowany przez centralną komisję wyborczą, a 9 stycznia 1996 roku zaprzysiężony na deputowanego. Od 23 stycznia pełnił w Radzie Najwyższej funkcję członka Stałej Komisji ds. Polityki Ekonomicznej i Reform. 27 listopada 1996 roku, po dokonanej przez prezydenta Alaksandra Łukaszenkę kontrowersyjnej i częściowo nieuznanej międzynarodowo zmianie konstytucji, nie wszedł w skład utworzonej przez niego Izby Reprezentantów Zgromadzenia Narodowego Republiki Białorusi I kadencji. Zgodnie z Konstytucją Białorusi z 1994 roku jego mandat deputowanego do Rady Najwyższej zakończył się 9 stycznia 2001 roku; kolejne wybory do tego organu jednak nigdy się nie odbyły.